# Ocotea schwackeana
Ocotea schwackeana är en lagerväxtart som beskrevs av Carl Christian Mez. Ocotea schwackeana ingår i släktet Ocotea och familjen lagerväxter. Inga underarter finns listade i Catalogue of Life.